# Lac Piraube
Lac Piraube är en sjö i Kanada.   Den ligger i regionen Saguenay–Lac-Saint-Jean och provinsen Québec, i den östra delen av landet, 600 km nordost om huvudstaden Ottawa. Lac Piraube ligger 519 meter över havet. Arean är 29,3 kvadratkilometer. Den sträcker sig 16,1 kilometer i nord-sydlig riktning, och 5,1 kilometer i öst-västlig riktning.
I omgivningarna runt Lac Piraube växer i huvudsak barrskog. Trakten runt Lac Piraube är nära nog obefolkad, med mindre än två invånare per kvadratkilometer.